# Ciechanowiec (gemeente)

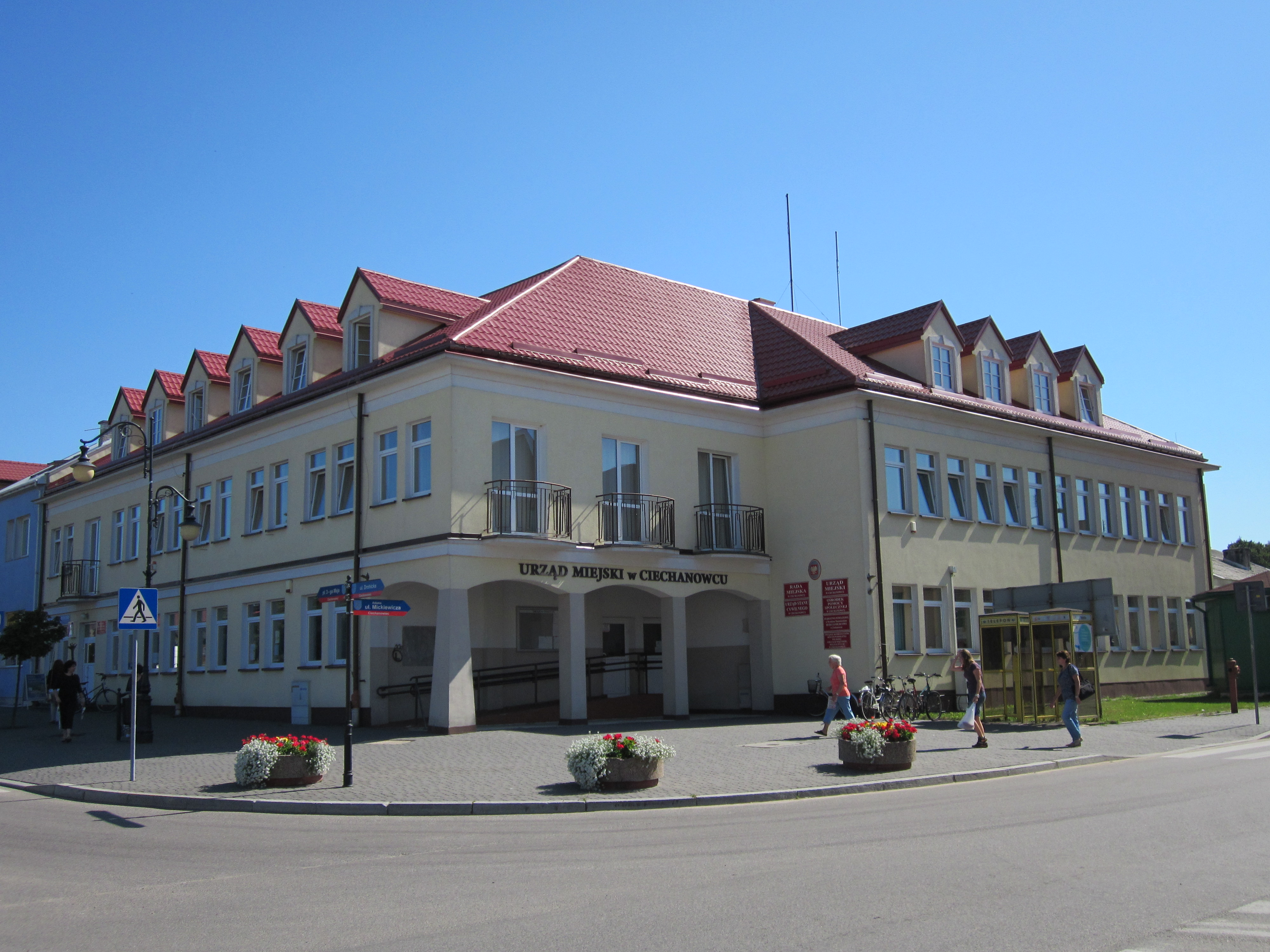

De gemeente Ciechanowiec is een stad- en landgemeente in het Poolse woiwodschap Podlachië, in powiat Wysokomazowiecki.
De zetel van de gemeente is in Ciechanowiec.
Op 30 juni 2004 telde de gemeente 9557 inwoners.

## Oppervlakte gegevens
In 2002 bedroeg de totale oppervlakte van gemeente Ciechanowiec 201,46 km², waarvan:
- agrarisch gebied: 68%
- bossen: 25%

De gemeente beslaat 15,72% van de totale oppervlakte van de powiat.

## Demografie
Stand op 30 juni 2004:
| Omschrijving                   | Totaal | Totaal | Vrouwen | Vrouwen | Mannen | Mannen |
| ------------------------------ | ------ | ------ | ------- | ------- | ------ | ------ |
| eenheid                        | aantal | %      | aantal  | %       | aantal | %      |
| inwoners                       | 9557   | 100    | 4783    | 50      | 4774   | 50     |
| bevolkingsdichtheid (inw./km²) | 47,4   | 47,4   | 23,7    | 23,7    | 23,7   | 23,7   |

In 2002 bedroeg het gemiddelde inkomen per inwoner 1221,33 zł.

## Administratieve plaatsen (sołectwo)
Antonin, Bujenka, Ciechanowczyk (część miasta Ciechanowiec stanowiąca samodzielne sołectwo), Czaje-Bagno, Czaje-Wólka, Dąbczyn, Kobusy, Koce-Basie, Koce-Piskuły, Koce-Schaby, Kosiorki, Kozarze, Kułaki, Łempice, Malec, Nowodwory, Pobikry, Przybyszyn, Radziszewo-Króle, Radziszewo-Sieńczuch, Radziszewo Stare, Skórzec, Trzaski, Tworkowice, Winna-Chroły, Winna-Poświętna, Winna-Wypychy, Wojtkowice-Dady, Wojtkowice-Glinna, Wojtkowice Stare, Zadobrze

## Aangrenzende gemeenten
Boguty-Pianki, Grodzisk, Jabłonna Lacka, Klukowo, Nur, Perlejewo, Rudka, Sterdyń